# Heinrich Mitter
Heinrich Mitter (Graz, 27 marzo 1929) è un fisico austriaco, che si occupa di meccanica quantistica e di fisica delle particelle.

## Biografia
Mitter ha studiato all´Università di Graz, dove ha ottenuto il dottorato di ricerca nel 1953 con Paul Urban. Negli anni successivi ha lavorato come ricercatore e professore nelle Università di Gottinga, Monaco di Baviera e Tubinga. Tornato nel 1976 di nuovo a Graz, è stato rettore dell´università dal 1983 al 1985. Nel 1997 è diventato professore emerito.
Tra i suoi numerosi dottorandi si segnala Harald Fritzsch.